# يونسلو
يونسلو هي قرية في مقاطعة نقدة، إيران. يقدر عدد سكانها بـ 187 نسمة بحسب إحصاء 2016.